# Eli Coimbra
Eliumar Antonio de Macedo Coimbra, ou simplesmente Eli Coimbra (São Paulo, 30 de janeiro de 1942 - São Paulo, 25 de novembro de 1998), foi um jornalista e narrador esportivo brasileiro.
Esteve em cinco Copas do Mundo e quatro Olimpíadas.

## Carreira
Foi futebolista do Santos Futebol Clube, iniciando nas categorias de base do clube (infantil, juvenil, júnior e aspirantes). Logo após sua profissionalização, desistiu da carreira para ingressar na Faculdade de Educação Física de Santos.
Iniciou como jornalista em rádios da cidade de Santos.
Começou sua carreira de repórter em 1962 na TV Tupi.
Cunhou com o amigo Roberto Petri o termo “dente de leite”, que virou categoria esportiva. O programa da TV Tupi Futebol Dente de Leite surgiu após o fracasso brasileiro na Copa de 66 na Inglaterra, para estimular e revelar novos atletas.
Passou pela TV Bandeirantes, em junho de 1990 se transferiu para a Rede Manchete, retornou à Band, antes de ser contratado pela TV Record, em 1996.
Na emissora, apresentou o programa Com a bola toda nas noites de domingo. Sua última grande cobertura foi a Copa do Mundo de 1998.

## Morte
Morreu vítima de infarto no dia 25 de novembro de 1998.

## Prêmios
| Ano  | Prêmio                                                                     | Categoria      | Resultado | Ref.   |
| ---- | -------------------------------------------------------------------------- | -------------- | --------- | ------ |
| 1994 | Troféu ACEESP (Associação dos Cronistas Esportivos do Estado de São Paulo) | Repórter de TV | Venceu    | [ 16 ] |

Em 1998, foi criado o Troféu Ely Coimbra no Troféu ACEESP.